# Dupont detto Pointié
E. o F. o P. Dupont,   detto Pointié (Bruxelles, 1660 – Bruxelles, 1712), è stato un pittore fiammingo specializzato in pittura paesaggistica.

## Biografia
Si hanno pochissime informazioni sulla vita e le opere di quest'artista: è giunta fino ai nostri giorni solo una sua opera, un paesaggio, la cui firma è interpretabile come E.Dupont o F.Dupont o anche P.Dupont, e le cui figure sarebbero state dipinte da Pieter Bout.
Allievo di René Nijssen, operò principalmente a Bruxelles tra il 1675 e il 1712.
Si dedicò alla pittura paesaggistica, in particolare rappresentò vedute di porti e architetture.
Fu un seguace di Adriaen Frans Boudewijns e Pieter Bout.